# توم غود
توم غود (بالإنجليزية: Tom Goode)‏ هو لاعب كرة قدم أمريكية أمريكي، ولد في 1 ديسمبر 1938 في ويست بوينت في الولايات المتحدة، وتوفي في 8 أكتوبر 2015.

## وصلات خارجية
- توم غود على موقع مرجع كرة القدم المحترفة.كوم (الإنجليزية)